# Jannik Bjerrum (kemiker)
 Der er flere personer med dette navn, se Jannik Bjerrum.
Jannik Bjerrum (født 5. april 1909 i København, død 29. august 1992) var en dansk kemiker og professor i uorganisk kemi på Københavns Universitet og Danmarks Tekniske Højskole (det nuværende DTU). Han har særligt bidraget til forskning inden for koordinationskemi og har samarbejdet med en lang række prominente kemikere fra ind- og udland.

## Karriere
Bjerrum gik på Hanna Adlers Fællesskole og blev student i 1927 og fem år senere blev han færdig med at læse kemi på Københavns Universitet med speciale i fysisk kemi. Under studiet arbejdede han sammen med og under Johannes Nicolaus Brønsted, Einar Biilmann og Hakon Lund. Han blev også påvirket af faderens venner Ole Chievitz og Niels Bohr.
I 1933 blev han ansat på Københavns Universitet som videnskabelig assistent. Under sit Ph.d.-studiet, som blev færdiggjort i 1941 var han på et ophold hos Leonor Michaelis på Rockefeller Institute for Medical Research i New York. Her benyttede han som den første den nyudviklede glaselektrode til at bestemme stabiliteten af metalkomplekser. Hans Ph.d.-afhandling Metal Ammine Formation in Aqueous Solution blev genoptrykt i 1957 og oversat til russisk i 1961 som følge af dens store vigtighed inden for forskningsområdet.
Andre vigtige bidrag til forskningen tæller Stability Constants I-II, der blev til i samarbejde med Gerold Schwarzenbach (Universität Zürich) og Lars Sillén (Stockholms Universitet).
I 1948 blev han professor og i årene 1965-67 fungerede han som prorektor på universitetet. Han var desuden professor og ledede laboratoriet på Danmarks Tekniske Højskole fra 1948-1960 og nåede at være formand for Kemisk Forening fra 1954-1954.
Han blev internationalt kendt for sit arbejde op igennem 1930'erne for sit arbejde med opløselige metalkompleksers kemi. Han var med til at styrke samarbejdet mellem danske og internationale forskere og sammen med Johannes Robert Wirenfeldt Asmussen og Kai Arne Jensen startede han en international konference om koordinationskemi, der blev afholdt første gang i København i 1953.
Bjerrum blev Ridder af Dannebrog i 1955, Ridder af 1. grad af Dannebrog i 1963 og blev Kommandør af Dannebrog i 1977.

## Privatliv
Jannik Bjerrum er søn af Ellen Emilie Dreyer (1885–1934) og Niels Janniksen Bjerrum (1897-1958), der var docent ved Københavns Universitet og professor på Landbohøjskolen. Han blev gift med Grethe Vera Ehlers (født. 1918) i 1937.
Hans tre sønner Niels Bjerrum (født 1940), Ole Jannik Bjerrum (født 1944) og Morten Jannik Bjerrum (født 1957) er professorer i hhv. uorganisk- og materialekemi på Danmarks Tekniske Universitet, farmakologi på Københavns Universitet og biouorganisk kemi på Københavns Universitet.
Han var desuden grandnevø til fysikeren Kirstine Meyer.